# Čar lesa
Čar lesa je večdnevna pireditev, posvečena spodbujanju rabe slovenskega lesa v industriji. Poteka vsako leto od 2009 dalje, spremlja pa jo razstava izdelkov študentov lesarstva.
Na pobudo biologa, profesorja patologije lesa in mikologa Franca Pohlevna se je izoblikovala zamisel o  prireditvi, ki bi poudarjala pomen lesa za človeka iz več vidikov: kot ponor ogljikovega dioksida in kot topel, trajen, a biorazgradljiv in vsestransko uporaben material, ki ga ima Slovenija v izobilju, zaradi česar ima tudi simbolno vrednost. Čar lesa je bil prvič prirejen 13. maja 2009 v Cankarjevem domu; ob tej priložnosti so razglasili mednarodni dan lesa. V javnosti je bil dobro sprejet, zato se je sčasoma razširil na več prizorišč. Franc Pohleven je bil imenovan za predsednika organizacijskega odbora prireditve, prireditelja sta bila Svet za les in Oddelek za lesarstvo Biotehniške fakultete Univerze v Ljubljani z Ministrstvom za okolje in prostor, kasneje so se pridružili tudi drugi: Zveza lesarjev Slovenije, Gozdarski inštitut Slovenije, Botanični vrt Univerze v Ljubljani, Društvo inženirjev in tehnikov lesarstva Ljubljana, Slovenska gozdno-lesna tehnološka platforma, Visoka šola za dizajn, Inštitut za lesarstvo in trajnostni razvoj, Razvoj genetskega monitoringa gozdov ter podporniki Cankarjev dom, Mestna občina Ljubljana, Zbornica za arhitekturo in prostor Slovenije, Marko Črtanec, Arboretum Volčji Potok. Častno pokroviteljstvo nad prireditvijo je 2009-2012 prevzel predsednik republike Danilo Türk.  
Leta 2014 so bili nekateri izdelki predstavljeni tudi na razstavi v Rimu.

## Prireditve in prizorišča
| Leto | Cankarjev dom | Mestna hiša, Ljubljana | Pomurski sejem, Gornja Radgona | Občina Sodražica | Občina Škofljica |
| ---- | ------------- | ---------------------- | ------------------------------ | ---------------- | ---------------- |
| 2009 | 13.-17. maj   |                        |                                |                  |                  |
| 2010 | 12.-16. maj   | 13.-24. maj            |                                |                  |                  |
| 2011 | 12.-16. maj   | 16.-31. maj            |                                |                  |                  |
| 2012 | 14.-20. maj   | 22. maj-8. junij       |                                |                  |                  |
| 2013 | 13.-19. maj   | 20.-30. maj            |                                |                  |                  |
| 2014 | 13.-18. maj   | 19.-29. maj            | 3.-6. april                    | 2.-29. junij     |                  |
| 2015 | 25.-31. maj   | 7.-23. maj             | 26.-29. marec                  |                  | 2.-7. junij      |
| 2016 |               |                        |                                |                  |                  |